# Gianlorenzo Centi Colella
Gianlorenzo Centi Colella, anche conosciuto come Giallorenzo, (L'Aquila, 3 agosto 1898 – ...) è stato un politico italiano.

## Biografia
Di professione avvocato, con l'avvento del fascismo in Italia diventò vice del podestà della città dell'Aquila, Adelchi Serena; nel maggio del 1934 assunse lui stesso la carica, poiché Serena era appena divenuto segretario nazionale reggente del Partito Nazionale Fascista e dunque trasferitosi a Roma. Durante la sua gestione podestarile represse con forza le istanze di autonomia della frazione di Paganica che era stata annessa, pochi anni prima, al comune capoluogo.
Centi Colella è noto soprattutto per aver mutato il nome della sua città natale da Aquila degli Abruzzi, termine utilizzato a partire dal 1861 (precedentemente all'Unità d'Italia, infatti, la città era conosciuta semplicemente come Aquila), in L'Aquila. Il 4 aprile 1939 una delibera contenente la richiesta fu inviata al governo nazionale che ratificò il cambio di denominazione con il Regio Decreto n.1891/39. La scelta creò diversi malumori e non fu apprezzata da tutti, anche all'interno della sezione cittadina del partito. Mantenne la carica fino al novembre del 1940.